# Giovanni Corbeddu Salis
E subito mi si affacciano alla mente le favolose avventure di questo Re della macchia; la sola figura rimasta fino a ieri simpatica, nella folla degli altri delinquenti volgari, per non so quale senso orgoglioso di cavalleria medioevale.»
(Giulio Bechi, Caccia grossa)
Giovanni Corbeddu Salis (Oliena, 1844 – Orgosolo, 3 settembre 1898) è stato un criminale italiano. Fu uno dei protagonisti del Banditismo sardo di fine Ottocento.

## Biografia
Soprannominato il Re della macchia o Re del bosco per l'autorità riconosciutagli dagli abitanti della zona, imperversò nel territorio della Barbagia dandosi alla latitanza nel 1880 dopo essere stato accusato (forse ingiustamente) del furto di un capo di bestiame. Dopo una lunga serie di reati (tra gli altri l'assalto alla diligenza Nuoro-Macomer, nel 1887), si rifugiò in una grotta naturale nel carsismo del Supramonte di Oliena (grotta che oggi, per lui, è chiamata Grotta Corbeddu ed è visitabile).
Il suo angusto ingresso era celato da una stalagmite rimovibile: il bandito la toglieva per passare e dopo essersi per metà infilato in un cunicolo quasi verticale lungo un paio di metri e largo meno di mezzo, la rimetteva al suo posto curando di farne combaciare le fratture. Chi lo avesse inseguito fin nella grotta non si sarebbe accorto e non avrebbe pensato ad un'operazione del genere. Nella grotta in seguito sono stati rinvenuti reperti che testimoniano presenza umana in Sardegna nel Paleolitico superiore. In quel luogo, abbandonata ogni attività criminale, iniziò a svolgere il ruolo di pacificatore e arbitro nelle controversie: gli veniva attribuita una grande saggezza.
Divenne famoso per la rapina ai danni del Maggiore Michele Angelo Giorgio Spada, comandante dei Carabinieri a Sassari .
Nel 1894 collaborò  con le autorità come mediatore per il rilascio di due commercianti di legname francesi, Louis Paty e Regis Proll, che erano stati sequestrati nel territorio tra Seulo e Aritzo. Rifiutò le ventimila lire che gli erano state promesse come ricompensa per il suo contributo. In compenso però gli vennero dati dieci giorni di permesso e poté quindi rientrare ad Oliena e girare per il paese indisturbato.
Nel 1898 fu accerchiato dai carabinieri sui monti di Orgosolo insieme ad un altro latitante, Antonio Congiu, ed a un pastorello di dodici anni. Mentre tentava di sfuggire all'accerchiamento venne colpito e ucciso dal tiratore scelto Aventino Moretti con una fucilata alla schiena.
Insieme a lui venne ucciso il pastorello dodicenne mentre Congiu riuscì a scappare. La latitanza di Corbeddu era durata ben diciotto anni.

### Filmografia
- Louis Van Gasteren, Corbeddu, 1975